# Herinneringsmedaille aan het Zilveren Jubileum van Koningin Margarethe van Denemarken
De Herinneringsmedaille aan het Zilveren Jubileum van Koningin Margarethe van Denemarken, (Deens: Erindringsmedaljen i anledning af H.M. Dronning Margrethes II's 25 års regeringsjubilæum) is een Deense onderscheiding. Op de dag van het feest werd deze medaille aan de koninklijke familie, de gasten en de hofhouding toegekend. Zij mogen de letters "R.E.m. 1997" achter hun naam dragen.
Men draagt de medaille aan een lichtblauw zijden lint. Op het voor de baton gebruikte lint is een zilveren kroontje ingeweven, waardoor dit lint zich onderscheidt van het lint van de baton voor de Herinneringsmedaille aan de 70e Verjaardag van Prins Henrik met een ingeweven "H".
Medailles van Verdienste ·
Medaille voor Langdurige Dienst ·
Medaille "Ingenio et Arti" ·
Medaille voor Nobele Daden ·
Ereteken van het Deense Rode Kruis ·
Medaille van Verdienste voor de Groenlandse Onafhankelijkheid ·
Herinneringsmedaille aan de 70e Verjaardag van Hare Majesteit Koningin Margrethe
Herinneringsmedaille aan de 75e Verjaardag van Prins Henrik

Zie ook: Historische Orden van Denemarken · Onderscheidingen in Denemarken